# Râul Rât, Ier
Râul Rât este un curs de apă, afluent al râului Ier. 